# Edificio Movimiento
El Edificio Movimiento (nombre oficial: Edificio Bruno Ramírez) fue construido para la Dirección General de Correos y Telecomunicaciones durante el gobierno de Juan Domingo Perón, en la zona portuaria de Retiro, Buenos Aires. Actualmente funciona como empresa de almacenaje y depósitos y una concesionaria de automóviles, y se encuentra en un borde de la Villa 31.
Fue diseñado por los arquitectos Augusto Gaido, Ángel Gallardo, Roberto Páez y Francisco Rossi para la Dirección de Arquitectura de la Dirección General de Correos y Telecomunicaciones, creada como tal en 1944. Con su elevación a categoría de Dirección General, la empresa postal había trazado un plan de edificios y sucursales a nivel nacional, decidiendo el uso de la arquitectura moderna que estaba en la vanguardia en aquella época. Sin embargo, nunca utilizó el edificio, que quedó abandonado por décadas, y aun hoy se mantiene apenas ocupado.
Dejando construcciones notables en varias ciudades argentinas como Mar del Plata, Mendoza, Santa Fe o Córdoba, los diseños de Correos y Telégrafos fueron innovadores y revolucionarios para su época. El caso del Edificio Movimiento fue notable por sus dimensiones y por su propuesta novedosa: el edificio de depósitos fue pensado como una rampa en espiral que recorre todos sus niveles. A un costado se levanta una torre con muro cortina vidriado mirando al este, adonde funcionaban oficinas de Correos y Telégrafos. Sobre el acceso principal, hay un área para estacionamiento de camiones del correo, con una cubierta de bóvedas hechas en hormigón armado.
El aventanamiento del edificio de oficinas (vidriado en la fachada que da a los lugares de trabajo y con huecos alternados en la que corresponde a las circulaciones), las proporciones finalmente equilibradas y la suave curva del volumen del garaje, el uso de materiales nuevos y coloridos, la plástica severa y armoniosa, revelan el repertorio conceptual del modernismo.

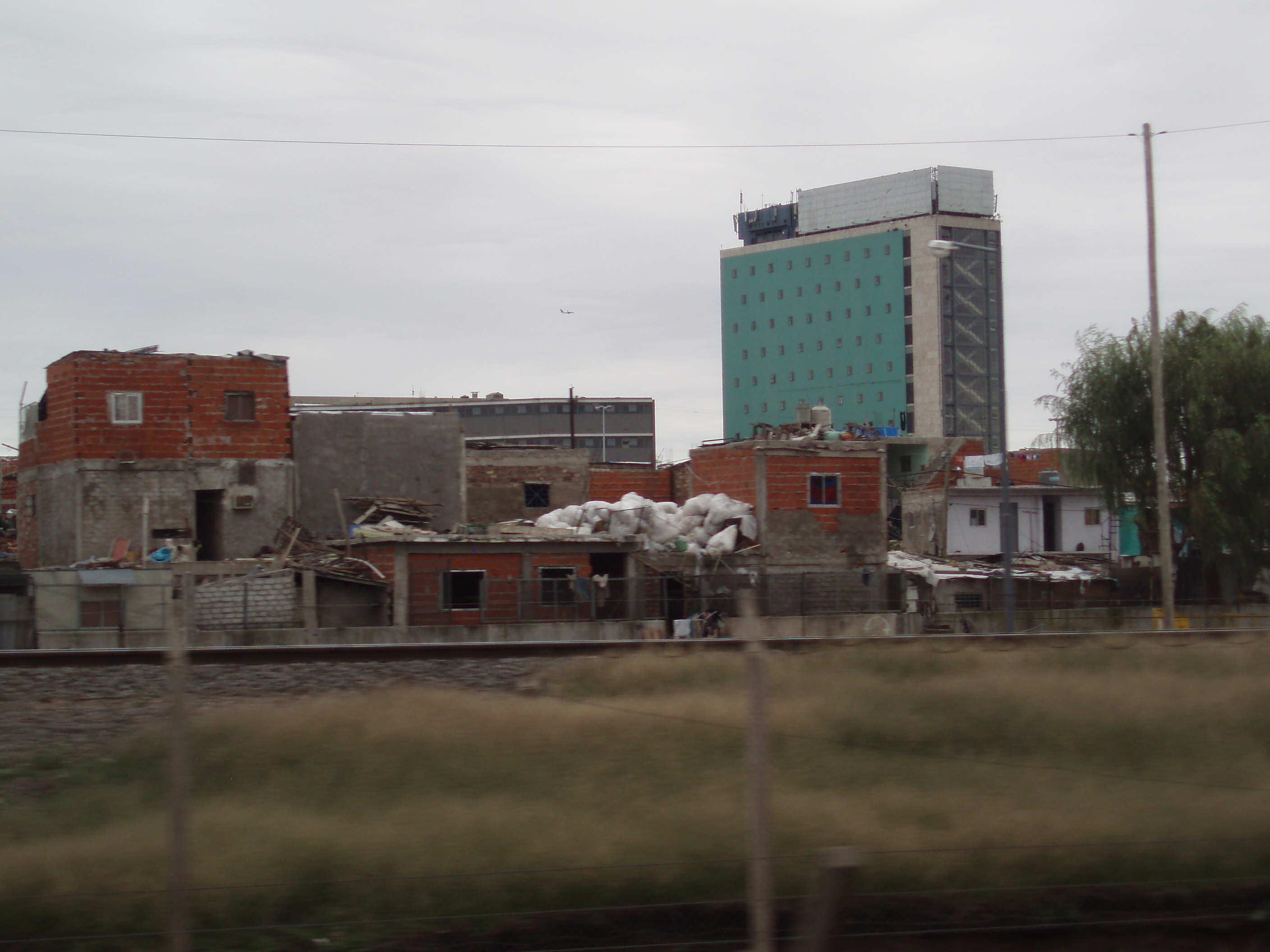
Vista desde la Villa 31

Con la privatización de la compañía en la década de 1990, el edificio fue vendido y en la actualidad es alquilado por partes: la planta baja es utilizada por una concesionaria de automóviles, el edificio de depósitos por una empresa de almacenaje y guardado por alquiler, y la torre de oficinas permanece sin uso, como gran pantalla donde se despliegan gigantografías publicitarias. Durante las últimas décadas, la vecina Villa 31 creció a un ritmo acelerado, llegando a rodear casi totalmente al edificio.
En 2009, un inversor privado impulsó el proyecto para rehabilitar la torre de oficinas, encargando el diseño al estudio de Mario Roberto Álvarez y Asociados. El edificio se llamaría “Puerto Norte Office Building” y se terminaría a fines de 2010, pero la idea no avanzó.